# هندسة معمارية
الهندسة المعمارية (بالإنجليزية: Architectural Engineering)، والمعروفة أيضًا باسم هندسة العمارة وهندسة عمارة الأبنية، هي تخصص هندسي يتعامل مع الجوانب التكنولوجية والنهج متعدد التخصصات لتخطيط وتصميم وبناء وتشغيل المباني، مثل التحليل والتصميم المتكامل للأنظمة البيئية (الحفاظ على الطاقة، التدفئة والتهوية وتكييف الهواء، والسباكة، والإضاءة، والحماية من الحرائق، والصوتيات، والنقل الرأسي والأفقي)، والأنظمة الهيكلية والأساليب وخصائص مكونات ومواد البناء، وإدارة البناء.
من الحد من انبعاثات غازات الدفيئة إلى تشييد المباني المرنة، يحتل المهندسون المعماريون موقع الصدارة في مواجهة العديد من التحديات الرئيسية في القرن الحادي والعشرين. يطبقون أحدث المعارف والتقنيات العلمية على تصميم المباني. ظهرت الهندسة المعمارية كمهنة مرخصة جديدة نسبيًا في القرن العشرين نتيجة للتطورات التكنولوجية السريعة. المهندسين المعماريين هم في طليعة اثنين من الفرص التاريخية الكبرى التي غمر العالم اليوم في: أن تتقدم بسرعة تكنولوجيا الحاسوب، والثورة الموازية الناشئة عن الحاجة إلى إنشاء كوكب مستدام.
يتميّز الفن المعماري بفن التصميم والهندسة المعمارية، وهو فن وعلم الهندسة والبناء كما تمارس فيما يتعلق بالمباني.

## تخصص الهندسة المعمارية
يُعرف تخصص الهندسة المعمارية بأنّه فن وعلم الهندسة والبناء، وهو تخصص يتمّ ممارسته في كلّ ما يتعلق بالمباني والعمارة، وتصميمها بأسلوبٍ 
وتكون مهام المهندس المعماري في مجال البناء والتخطيط والتصميم للمشاريع، وينصب التركيز في هذا التخصص بالتعاون مع أعضاء الفريق الآخرين، على هيكل المبنى والتصميم الداخلي، وهذا يشمل: التدفئة، والتهوية، وتكييف الهواء، والسباكة، والأمور الكهربائية، والحماية من الحرائق، والإضاءة، وغيرها من المميزات الخاصة للمشروع، وفي بعض المناطق تحظى الكوارث الطبيعية، مثل الزلازل والأعاصير باهتمام خاص.
تقوم الهندسة المعمارية (بالإنجليزية: Architectural Engineering) على المعرفة بالعديد من فروع الهندسة الخاصة بالتشييد والبناء بداية من التصميم المعماري والإنشاء؛ وتأتي أهمية المهندس المعماري من إنه يكون على دراية كافية عن المبنى ككل، فيكون المهندس المعماري ملما بكل جوانب المبنى من حيث الإنشاء، التهوية، الحركة، التوصيلات الكهربائية وأيضا التصميم المعماري.
الآن نأتي لتخصص الهندسة المعمارية بشكل أوسع يعلم الكثيرون أن تسمية مهندس معماري (بالإنجليزية: Architet) تختلف عن المعنى التقني لكلمة مهندس (بالإنجليزية: Engineer). فعمل المهندس المعماري يبدأ من تصوّر وتصميم البناء، بالاعتماد على المعطيات الحضاريّة والتّقنية والاقتصاديّة والاجتماعيّة والقانونيّة التي تختص بكل دولة.
يتمثّل عمل المهندس المعماري في عمليّة إبداعية ترتكز أساساً على أبعاد جماليّة تطوّع لها حلول تقنية هندسيّة ملائمة، إضافة إلى اهتمامه بترميم البناءات القديمة وصيانة التّراث المعماري.
وعمل المهندس المعماري، وانطلاقاً من ميزة الإبداع، يبتعد عن العملية الحسابية. ومن أبرز الصفات التي يجب أن يتمتّع بها سعة الاطلاع (ثقافة عامّة وفلسفة)، حسّ فنّي وجمالي (من الإبداع إلى الذوق المرهف وحسّ عال للألوان والأشكال)، مهارات في الهندسة والفيزياء.
يتابع طالب الهندسة المعمارية تحصيله العلمي في شكل ورشات ودراسات على الموقع وتمارين الخلق والتجديد والترميم، فضلاً عن الدروس والمحاضرات والندوات.
يتمرّس الطالب في تحليل الفضاء المعماري، تنمية الثقافة المعماريّة، تنمية القدرة
على الخلق والتجديد انطلاقاً من معطيات متعددة. كما ترتبط دراسته في شكل
وثيق بالعلوم والتكنولوجيا (ريـاضيّات، فيزياء البناء، صلابة المواد، أسس
البناء، تنظيم الحضيرة، تجهيزات البناء...). تعبير وتقنيات الرسم الفني: (رسم، وتعبير تشكيلي وبنائي...)
وانطلاقاً من واجبه المتمثّل في المحافظة على الطابع التراثي والحضاري للبلاد، يتعرّف طالب الهندسة المعمارية على محيط العلوم الإنسانية والاجتماعية (تاريخ الفنون والهندسة المعماريّة، لغة إنكليزية، علم الاِجتماع، حماية التراث)، كما يدرس
القانون المتعلّق بعالم البناء (قانون البناء، قواعـد حماية الأملاك والأشخاص، تشريع الصفقات العموميّة، ترتيب التّهيئة الحضريّة). فضلاً عن ذلك، يقوم الطالب بأعمال تطبيقية في ورشات بناء كما يعمل لمدة لا تقل عن 8 أشهر تقريباً في مؤسسة عامة أو خاصة، ويطلب منه في النهاية تقديم تقرير مفصّل، بغية التسلّح بالخبرة اللازمة. وتدوم الدراسة خمس أو ستّ سنوات، وتتضمن عملاً تطبيقياً في الورشات ودروساً على المواقع.
وعمل المهندس المعماري لا ينحصر في الورش فهو يستطيع العمل في مؤسسات تعمير مختلفة، خاصة كانت أم عامة. كما يمكنه فتح وكالته الخاصة.
للتميز في المهنة تخصص الهندسة المعمارية يبقى من المهن الأكثر طلباً، ولكن
إذا أردت التميّز في هذه المهنة، عليك أن تعرف أن شروطها تتطلب النقاط الآتية:
- التصوّر والتّصميم والإبتكار في ميدان الفنّ المعماري انطلاقاً من التراث الوطني والعالمي.
- إنجاز مشاريع البناء وتقويمها.
- إرشاد وتوجيه الأفراد والمؤسّسات لإنجاز مشاريع بناء.
- التّنسيق مع المهندسين لإيجاد الحلول التّقنيّة في ميادين شتّى مثل الهندسة المدنية والأسمنت المسلّح واستعمال مختلف المعادن.
- امتلاك وسائل الإقناع الشفهيّة والكتابيّة والمرئيّة للدّفاع عن المشروع.
- القدرة على العمل مع فريق متعدّد الاختصاصات سواء في القطاع الخاص أو العام.

متطلبات الالتحاق: لكي يكون الإنسان معمارياً ناجحاً يجب أن تتوفر فيه بعض المواصفات الرئيسية منها:
1. محباً للتصميم بشكل عام.
2. له ميول فنية ولو بسيطة.
3. مبدعاً في تفكيره، قادراً على التفكير بمشاريع معمارية بطرق مختلفة.
4. حبه للمطالعة لمساعدته في التصميم.
5. دقيق، لمٌاح، يستطيع كشف ما حوله بسرعة.
6. قيادي الشخصية لأنه سيكون المسؤول الأول عن المشروع وقائداً لفريق العمل.

مجالات العمل: يوجد المعماريين تقريباً في معظم المجالات، لأن جميع الدوائر
سواء الحكومية منها أو الخاصة بحاجة إلى دائرة تعنى بشؤون التطوير والصيانة في مبانيها العمل في الوزارات الحكومية والبلديات ودوائر تخطيط المدن مثل وزارات الإسكان والتعمير والبلديات

## تاريخ الهندسة المعمارية
تُشير إلى اثار تغيرات العمارة في مختلف البلدان والعصور.
عبر التاريخ تتكون حضارات وأمم تسعى لايجاد هوية وطابع مميز لها وإن لم تكن تسعى لهذا فإنه يصل إلينا عبر الزمن ما نطلق عليه التراث الحضاري لهذه الأمم، فنستطيع عن طريق ما وصلنا من مختلف الحضارات المقارنة بينهم واستخلاص الطابع المميز لهم ويستفاد بهذه الدراسات في أوجه كثيرة من الحياة.

و من الدراسات التي تفيدنا، دراسة الطابع المعماري لفترات التاريخ المختلفة منذ بدء الخليقة وحتى الآن وربط التغير الحادث بالأحداث المعاصرة لهذه الفترة ومنها الأحداث السياسية المتعلقة بالإنسان.

و من العوامل المؤثرة في العمارة والتي لا دخل للأنسان بها العوامل الطبيعية مثل المناخ والجغرافيا والاراضة (الجيولوجيا) للمكان، وتأتي بعد ذلك العوامل البشرية مثل الحالة الاقتصادية والاجتماعية والسياسية للبلد. فنجد أنه بالضرورة يتغير الطابع المعماري للبلد بتغير أيا من العوامل السابقة.
تاريخ العمارة كشكل من أشكال دراسة التاريخ عرضة لكثير من الاحتمالات والمحددات التي تحده كمنهج للدراسة والمقارنة ولذلك فقد نشأت وجهات نظر كثيرة لدراسة العمارة عبر تاريخها، ومعظم الدراسات التي أجريت والناهج التي تطبق، غربية المنشأ.
تم فهم ودراسة العمارة مثلا في القرن التاسع العشر من الوجهة الشكلية بالتأكيد على الخصائص الشكلية والمواد المستخدمة بالإضافة إلى الإسلوب المتبع في البناء. شهدت هذه الفترة أيضا بدء وجود المعماري بذاتيته بدلا من فرض الشكل عليه وانطلاقه نحو حركة فنية جديدة. ولذلك نجد أن التاريخ المعماري يعتبر جزأ من تاريخ الفن، يهتم بدراسة التطور التاريخي الخاص بتصميم المباني وتخطيط المدن.

## مهارات المهندس المعماري
يحتاج المهندس المعماري إلى بعض المهارات الشخصية، لتحقيق النجاح كمهندسٍ معماري، ومن هذه المهارات ما يأتي:
- التواصل اللفظي: حيث إنّ القدرة على التواصل اللفظي تتيح للمهندس المعماري وصف أفكاره بوضوحٍ لزملائه وعملائه.
- الاستماع الفعال: بالإضافة إلى إيصال المعلومات للآخرين، يجب على المهندس المعماري أن يكون قادراً على فهم ما يتحدث به الآخرون ويشاركونه به.
- الإبداع: يجب أن يكون المهندس المعماري قادراً على صنع تصاميم للمباني، وأن يبدع فيها.
- الخيال: يحتاج المهندس المعماري إلى أن يكون قادراً على تخيل ما ستكون عليه تلك الهياكل عندما يتمّ الانتهاء من بنائها.
- التفكير النقدي: حيث يتطلب عمل المهندس المعماري حلّ المشاكل، ومهارة القدرة على تقييم الحلول الممكنة قبل اختيار أكثرها حسن التفكير والتعامل بشكل سلس مع الزبائن
- عدم التعامل بعصبية: لانه إذا كان لديه صفة العصبية سوف يؤدي إلى عدم اتقانه عمله.

## الهندسة المعمارية قديماً
يرجح العلماء أنّ سعي الجنس البشري إلى البناء بدأ منذ مرحلة مبكرة للغاية في تاريخ الإنسانية، ورغم عدم وجود بداية دقيقة لتاريخ العمارة في العالم، إلا أنّ أقدم آثار الأبنية التي عثر عليها كانت من فترات نهاية أو قبيل نهايات العصر الجليدي حيث كانت التغيرات البطيئة في طبيعة الكوكب وذوبان الجليد الذي صاحبه فيضانات كبيرة وزلازل، الأمر الذي دفع البشر في أماكن منفصة من العالم إلى إنشاء أبنية مضادة للزلازل لا تزال قائمة إلى يومنا هذا، وهي الأهرامات التي بنيت في كل من مصر وبوليفيا، على أنّ أقدم أبنية هرمية عرفها البشر كانت في العراق القديم وزيمبابوي، ومن المعروف أنّ الأبنية الكبرى القديمة كانت تحمل كذلك طابعاً دينياً، سواء الأهرام، أو المعابد اليونانية القديمة فوق الجبال تشبهاً بآلهة الأوليمب.

## الهندسة المعمارية الحديثة
انتقلت الهندسة المعمارية إلى الحداثة بعد الحرب العالمية الأولى وظهور طرز معمارية جديدة في البلدان الغربية ترتكز على الاستخدام العقلاني للمواد الحديثة المستخدمة في البناء، والتخطيط على أساس وظيفة المبنى مع بدء التخلي عن الزخارف والسوابق التاريخية بصفة عامة، وبحلول منتصف القرن التاسع عشر كان المعماريون يعملون على استيعاب التكنولوجيا الحديثة في التصميم والتنفيذ، وصياغة أنماط جديدة وعصرية من العمارة ليحل المنهج الوظيفي محل الأشكال السابقة في العمارة، واستمر التقليل من وظيفة الزخارف في العمارة حتى عام 1960م، حيث ظهرت ردة فعل للأشكال السابقة وأصبح المعماريون أكثر اهتماماً بالسياق والتقاليد، مع عودة الزخرفة بطابع حداثي.

## المعماري كمهندس

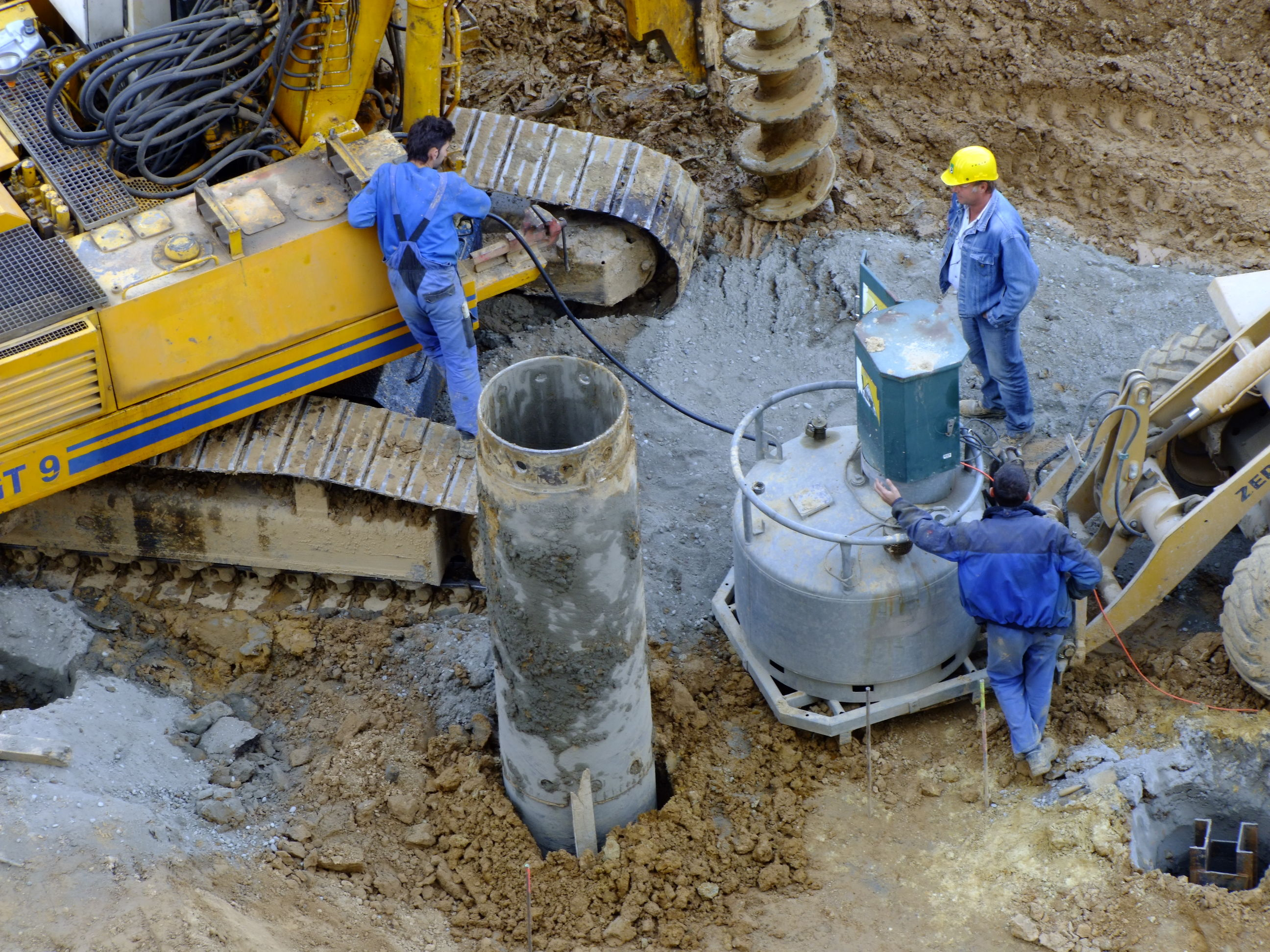

تشمل ممارسة مهنة العمارة في بعض البلدان تخطيط، تصميم، والإشراف على إنشاء المبنى، وتسمى في هذه الحالة بالهندسة المعمارية.
«المعماري من الدرجة الأولى» في اليابان يلعب دور المعماري ومهندس الإنشاء بنفس الوقت، على الرغم من أن الخدمات المرخصة «للمهندس المعماري درجة أولى» مطلوبة للمباني على نطاق معين.
بعض اللغات، مثل لغة عربية واللغة الكورية تتم فيها ترجمة مصطلح «معماري» بـ«مهندس معماري». وفي بعض البلدان، يحق لـ«المهندس المعماري» (المسمى بـ ingegnere edile في اللغة الإيطالية) ممارسة مهنة العمارة. غالبًا ما يكون هؤلاء الأفراد مهندسي إنشاءات.

## شخصيات معمارية

### زها حديد
زها حديد (بالإنجليزية: Zaha Hadid)، معمارية عراقية / بريطانية ، ولدت في بغداد 31 أكتوبر 1950 وهي أبنة وزير المالية الأسبق محمد حديد (الموصل 1907- لندن 1999)، الذي اشتهر بتسيير اقتصاد العراق خلال الفترة (1958 - 1963). ظلت تدرس في بغداد حتى انتهائها من دراستها الثانوية، حاصلة على شهادة الليسانس في الرياضيات من الجامعة الأميركية في بيروت 1971 لها شهرة واسعة في الأوساط المعمارية الغربية، حاصلة على وسام التقدير من الملكة البريطانية، تخرجت عام 1977 في الجمعية المعمارية "AA" أو "Architectural Association" بلندن، عملت كمعيدة في كلية العمارة 1987، انتظمت كأستاذة زائرة أو استاذة كرسي في عدة جامعات في أوروبا بأمريكا منها هارفرد وشيكاغو وهامبورغ وأوهايو وكولومبيا ونيويورك وييل.

### جعفر طوقان
جعفر طوقان،(1938 - 25 نوفمبر 2014)، معماري فلسطيني / أردني من مواليد القدس أحد أشهر معماريي الحداثة في الوطن العربي، هو ابن الشاعر الفلسطيني إبراهيم طوقان من مدينة نابلس بالضفة الغربية، ساهم في مشاريع كبرى في معظم البلاد العربية انطلاقاً من الأردن. شغل منصب رئيس هيئة مديري اتحاد المستشارين للهندسة والبيئة والتي يتخذ من عمّان مقراً له. نال عدة جوائز من أهمها جائزة آغا خان للعمارة الإسلامية في دورتها الثامنة عام 1999. له مشاريع عديدة في الأردن ولبنان والخليج ومعظم الدول العربية، منها:

### حسن فتحي
حسن فتحي (23 مارس 1900 - 30 نوفمبر 1989) هو معماري مصري بارز. من مواليد مدينة الأسكندرية، وتخرج من المهندس خانة (كلية الهندسة حاليًا) بجامعة فؤاد الأول (جامعة القاهرة حاليًا). اشتهر بطرازه المعماري الفريد الذي استمد مصادره من العمارة الريفية النوبية المبنية بالطوب اللبن ومن البيوت والقصور بالقاهرة القديمة في العصرين المملوكي والعثماني. تعد القرنة التي بناها لتقطنها 3200 أسرة جزءا من تاريخ البناء الشعبي الذي أسسه بما يعرف عمارة الفقراء.
وفي 23 مارس 2017، احتفلت شركة جوجل بذكرى ميلاد المعماري الشهير حسن فتحي الـ "117" وذلك من خلال شعار احتفالي خاص ظهر على موقعها المخصص للبحث في الدول العربية والعديد من الدول الأوروبية ودول أمريكا الجنوبية واليابان وكوريا الجنوبية، وقالت جوجل أن حسن فتحي كان مهتما ببناء المجتمعات أكثر من تشييد المباني، وأن الراحل كان رائداً في تقديم نماذج لمباني تحترم تقاليد الأماكن وتراعي جميع مناحي الحياة.

## معرض الصور

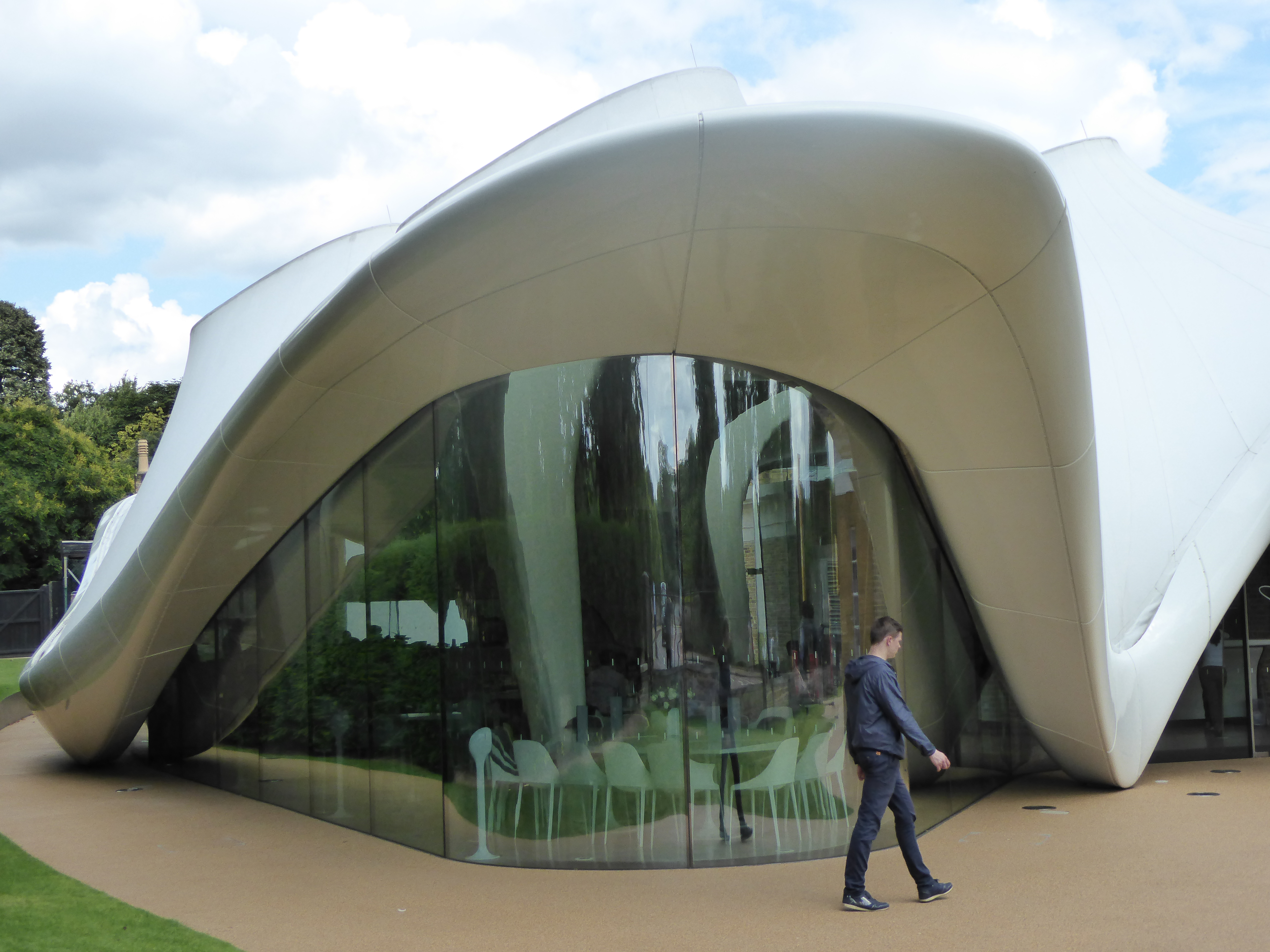
من أعمال زها حديد، مكتبة ومطعم من تصميم المعمارية زها حديد بأحد حدائق لندن.
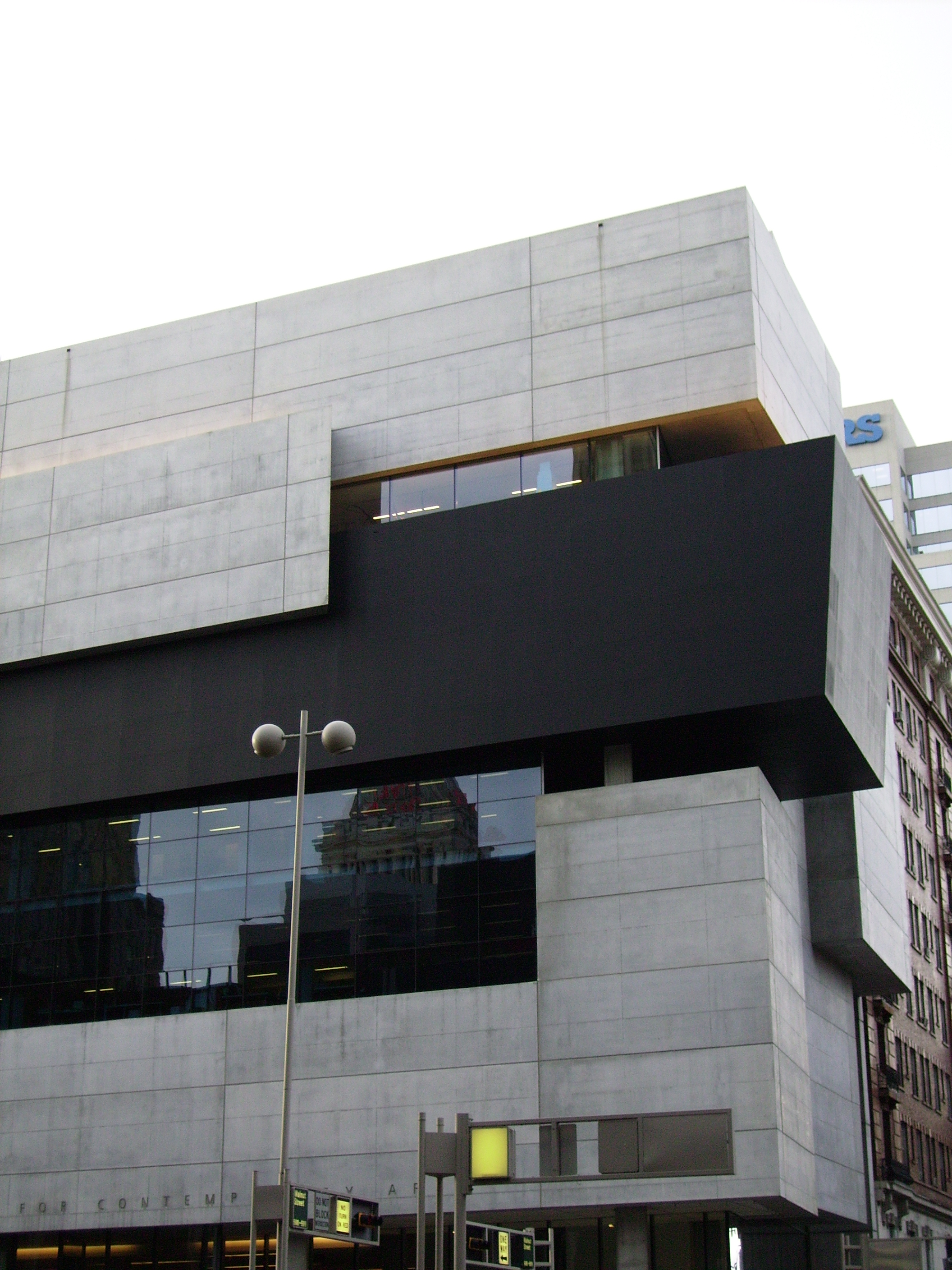
من أعمال زها حديد، مركز روزنثال للفن المعاصر.
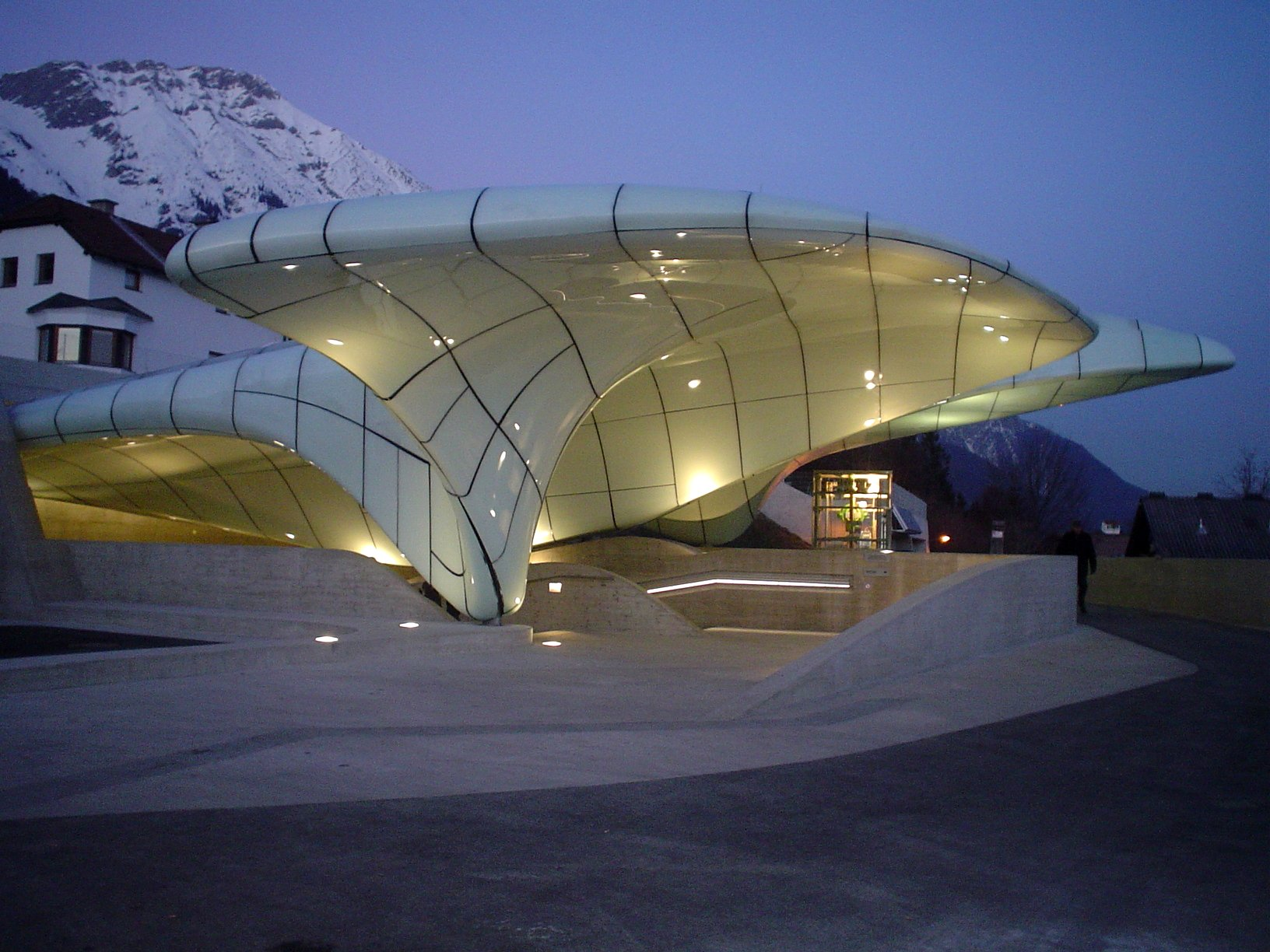
من أعمال زها حديد، محطة قطار ستراسبورج ألمانيا.
من أعمال زها حديد، معرض العقل بقبة الألفية.
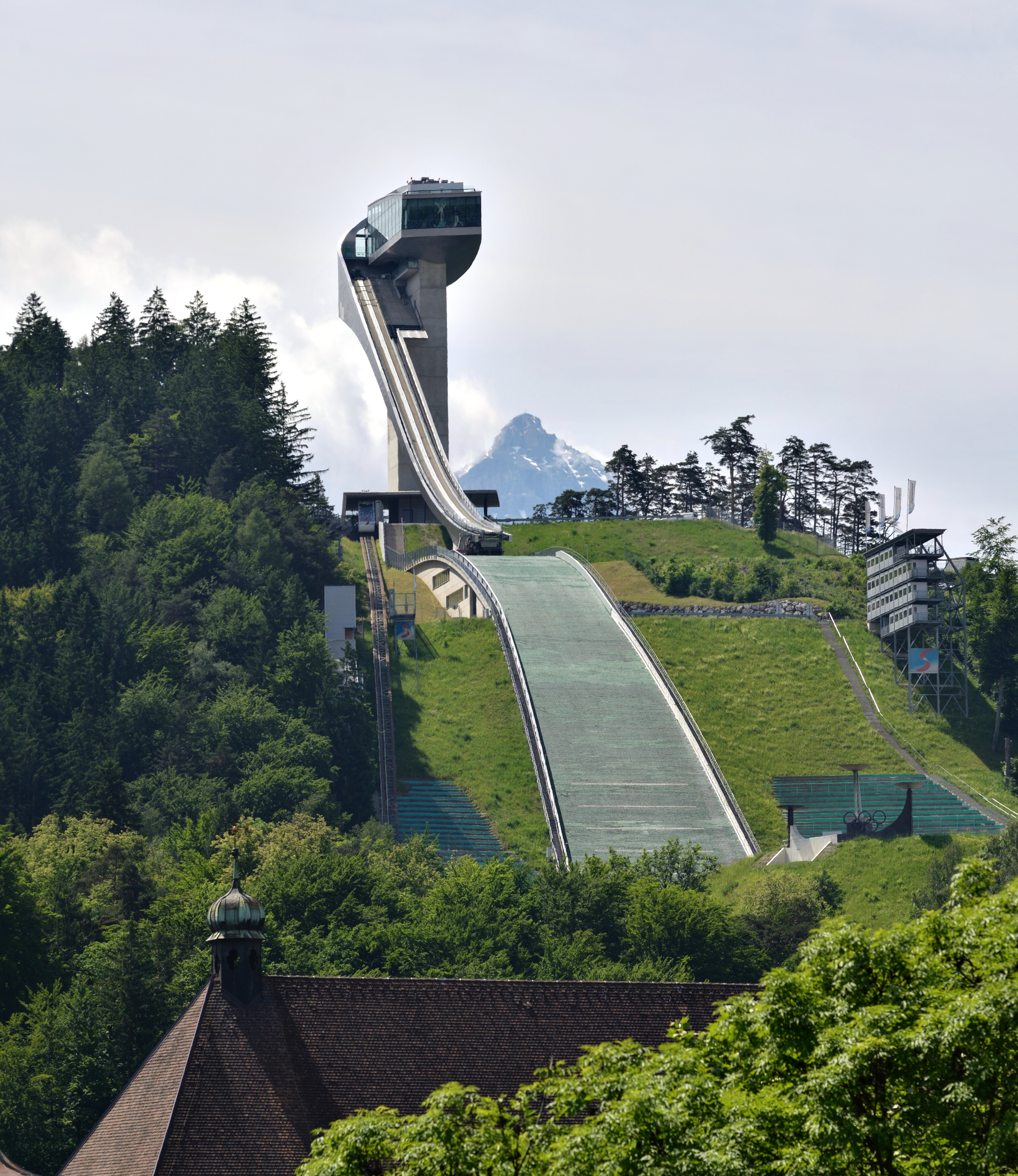
من أعمال زها حديد، منصة التزحلق في إنسبروك بالنمسا.
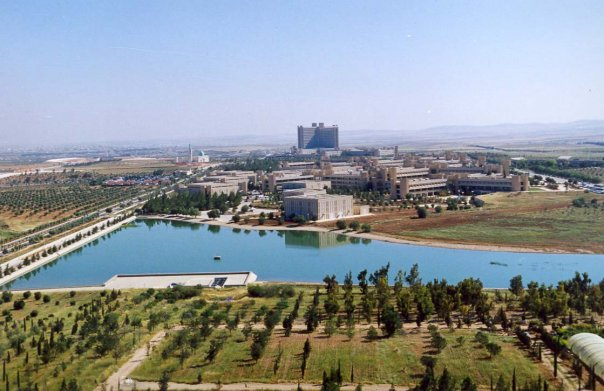
من أعمال جعفر طوقان، جامعة العلوم والتكنولوجيا - إربد.
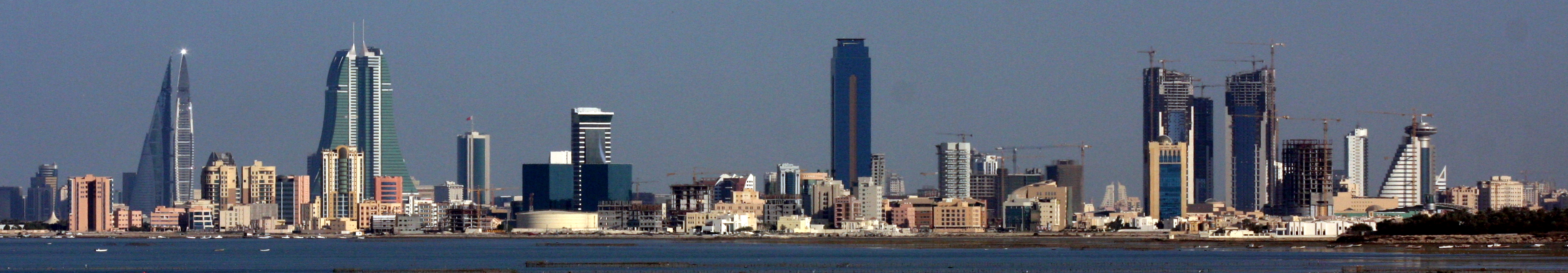
من أعمال جعفر طوقان، أبراج اللؤلؤ.
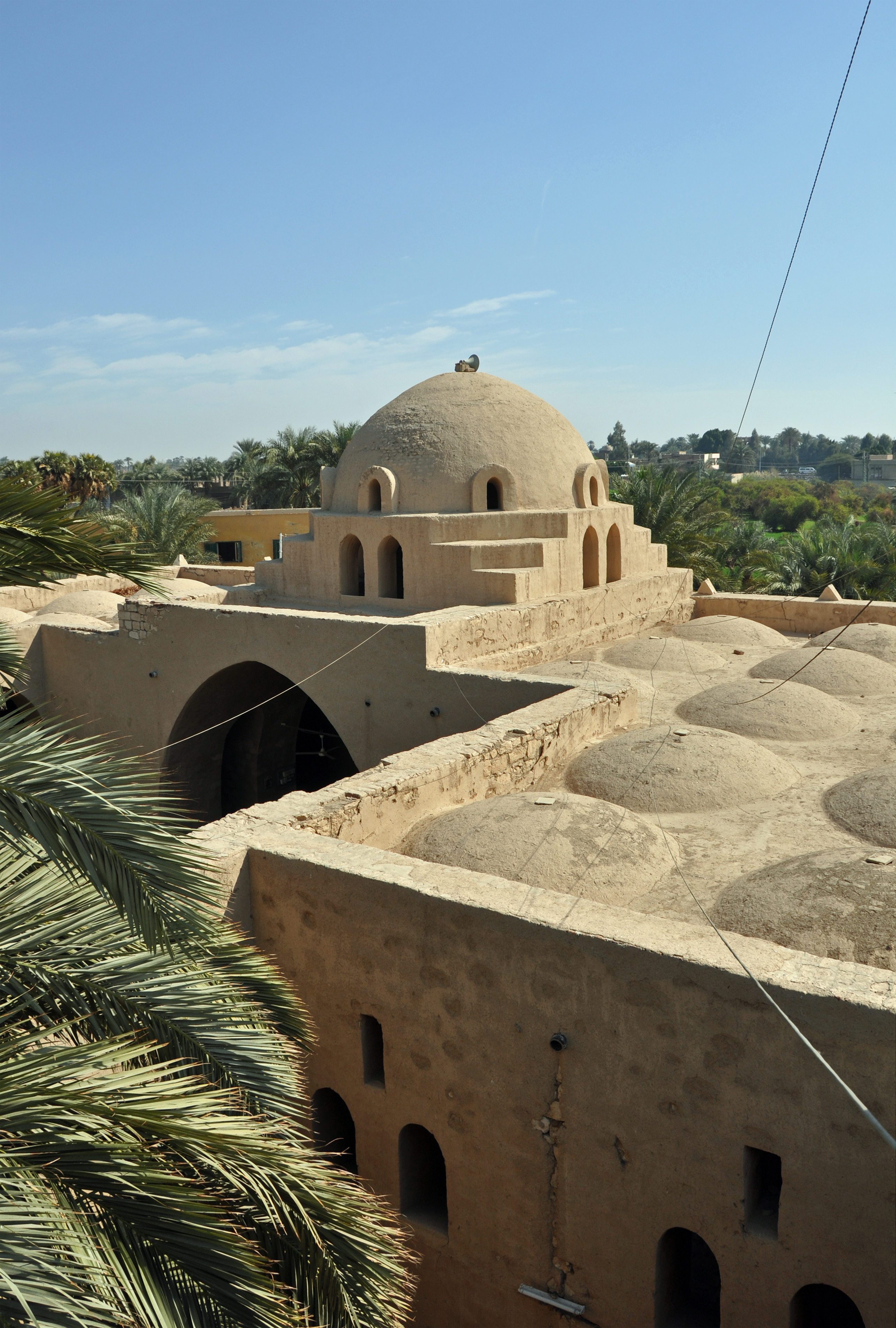
من أعمال حسن فتحي، مسجد القرنة.